# آباکاویر
آباکاویر(به انگلیسی: Abacavir) که تحت نام تجاری Ziagen فروخته می‌شود، یک داروی شیمیایی مورد استفاده برای پیشگیری و درمان ایدز است. مانند سایر آنالوگ‌های نوکلئوساید مهارکننده‌های ترانس کریپتاز معکوس (NRTI)، آباکاویر همراه با سایر داروهای HIV استفاده می‌شود و به خودی خود توصیه نمی‌شود. این دارو به صورت خوراکی به عنوان قرص یا محلول مصرف می‌شود و ممکن است در کودکان بالای سه ماه کاربرد داشته باشد.
آباکاویر در سال ۱۹۸۸ ثبت اختراع شد و در سال ۱۹۹۸ برای استفاده در ایالات متحده تأیید شد. این دارو در فهرست داروهای ضروری سازمان جهانی بهداشت قرار دارد.

## سنتز

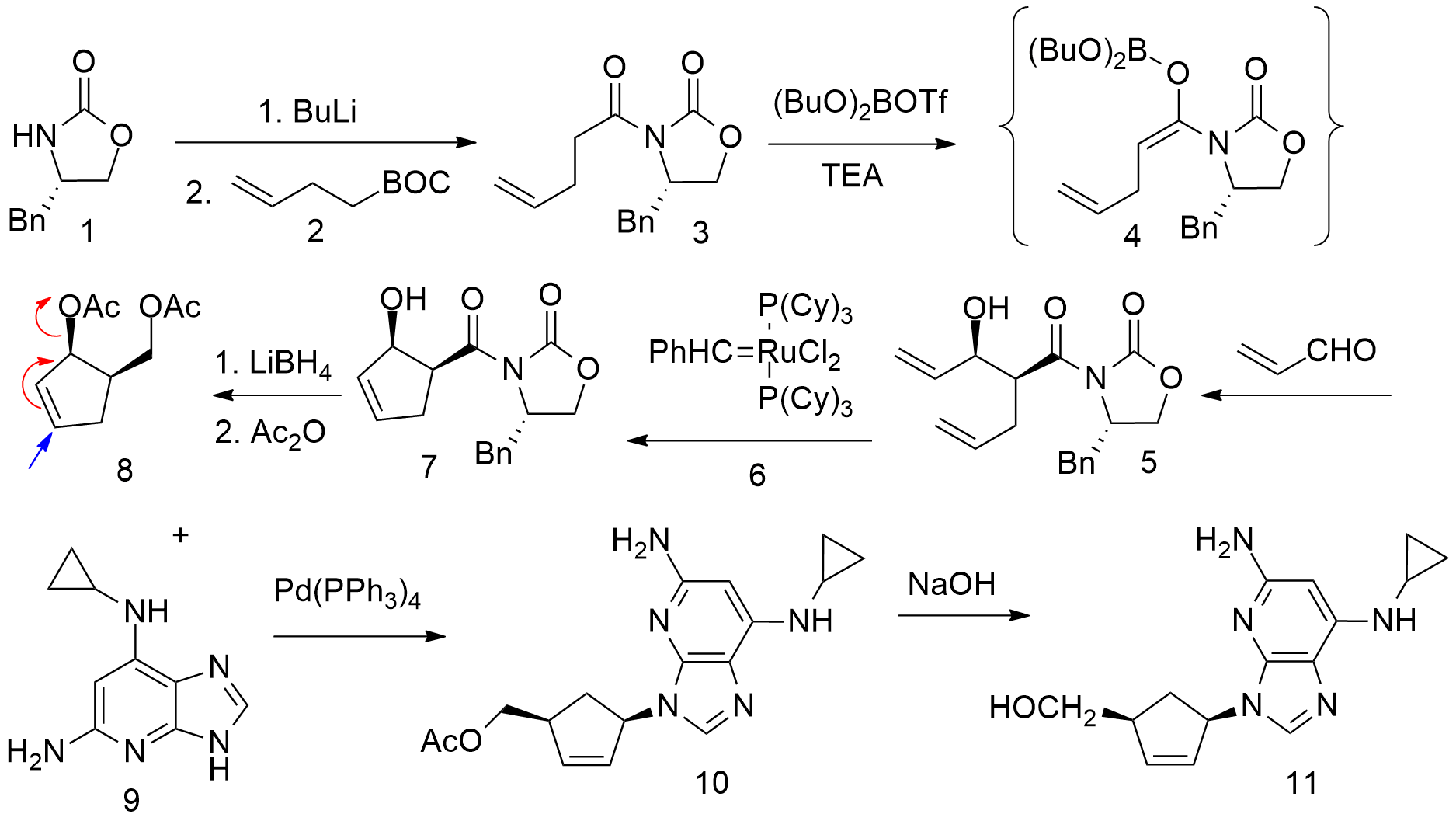
سنتز آباکاویر: